# علي أحمد جامع
«علي أحمد جامع جانكَالي» (بالصومالي: Cali Axmed Jamaac) هو شخصية سياسية صومالية.

## الحياة الشخصية
جامع ينتمي إلى عشيرة البهاتنة المنحدرة من عشيرة دارود.

## السيرة المهنية
بين عامي 2004 و 2012, جامع احتل عدة مناصب في الحكومة الاتحادية الانتقالية الصومالية. ومن بين هذه المناصب كان وزير الشؤون الخارجية والتعاون الدولي، وكذلك وزير الاعلام.
في 27 كانون الثاني 2015, عين جامع وزير النقل الجوي والطيران للحكومة الاتحادية في الصومال من قبل رئيس الوزراء عمر شارماركي.